# Torre dei Toschi

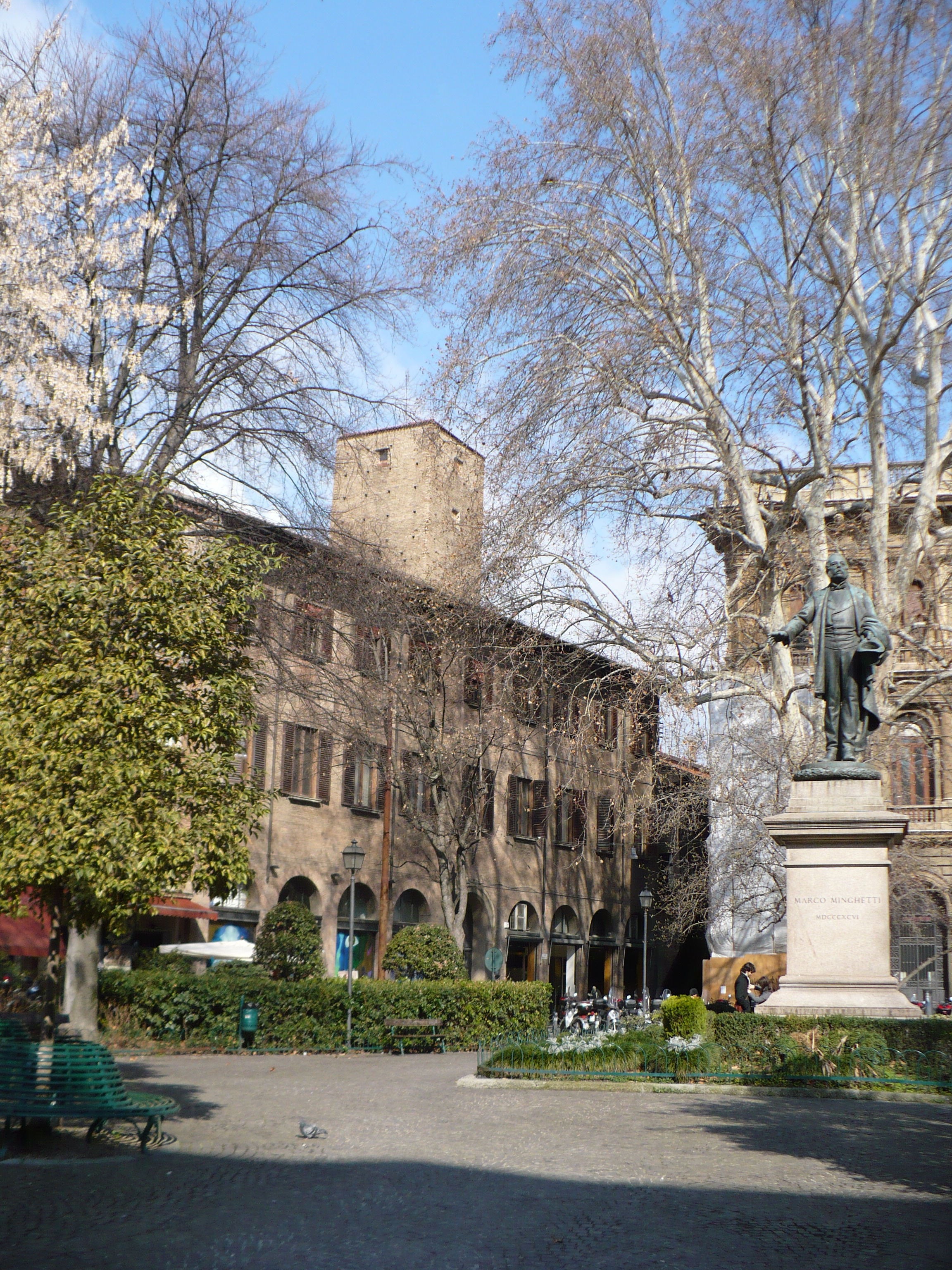
Der Torre dei Toschi von der Piazza Minghetti aus

Die Torre dei Toschi ist einer der etwa 20 Geschlechtertürme, die es noch im historischen Zentrum von Bologna in der italienischen Region Emilia-Romagna gibt.

## Beschreibung
Der im 12. Jahrhundert erbaute Turm ist 26 Meter hoch; sein Grundriss auf Erdgeschossniveau ist 6,7 Meter × 6,7 Meter und an seine Spitze 6,3 Meter × 6,3 Meter. Seine Mauern sind an der Basis 2,1 Meter dick und auf Dachhöhe des Hauses, in das er integriert ist, 1,2 Meter dick. Er ist in die ‚‚Casa Policardi‘‘ integriert, die an der 1893 geschaffenen Piazza Minghetti, Hausr. 3, steht. Ursprünglich war der Turm vermutlich höher. Er zeigt noch die originalen Balkenöffnungen und ein Bogenfenster auf der Südseite, sowie (außen) die Verkleidung von Ziegeln mit charakteristischen „geschliffenen“ Eckziegeln, wogegen innen die Wände sehr kahl sind – vielleicht wegen eines Brandes in alter Zeit – und ihren Vorhang aus Ziegeln verloren haben.

## Geschichte
Die Toschi, die vermutlich aus der Toskana stammten, teilten sich in Bologna in zwei Familien auf. Zum einen in eine relativ unbekannte Adelsfamilie, die der ghibellinischen Fraktion angehörte und von der zwei Mitglieder an den Kreuzzügen teilnahmen, und zum anderen eine den Guelfen angehörende, wesentlich bekanntere Familie aus der städtischen Schicht Bolognas. Im 15. Jahrhundert waren die Toschi Protagonisten zweier Vorfälle, die in der Stadt viel Aufruhr verursachten und den endgültigen Niedergang dieser Familie markierten: Der erste war der gescheiterte Versuch von Giovanni de’ Toschi, Giovanni degli Orsi und seine Frau, in die er wahnsinnig verliebt war, zu vergiften. Nach der Aufdeckung des Anschlags musste Giovanni de’ Toschi aus der Stadt fliehen. Der zweite war der Mord an Ugolino und Stefano Toschi durch ihre Brüder aufgrund von Erbstreitigkeiten im Jahre 1467.
Die Zuordnung des Turms zur Familie Toschi durch die Gelehrten war wegen der Nachbarschaft zu Häusern anderer Eigentümerfamilien von Türmen nicht leicht. Unter diesen Familien waren die Passipoveri, die Caccianemici (die aber fast sicher später Eigentümer dieses Turms wurden) und die Carrari.

## Bemerkungen
1. ↑  Die mittelalterliche Bezeichnung „Toschi“ bezieht sich auf zahlreiche Einwohner Bolognas, die aus der Toskana stammten und sich in die „Società dei Toschi“ (dt.: Gesellschaft der Toskaner) eingeschrieben hatten.